# Audi F103
Audi F103 was de interne benaming van een reeks autotypes gebouwd door Auto Union in de periode 1965 tot 1972. Het model volgde de DKW F102 op. 

## Geschiedenis
De eind 1949 in West-Duitsland opnieuw opgerichte Auto Union GmbH lanceerde het eerste model met de traditionele naam Audi na de Tweede Wereldoorlog in de zomer van 1965. De auto werd ontwikkeld in de periode dat Mercedes Benz eigenaar van Auto Union was. In 1965 werd het model uitgebracht nadat de aandelen in bezit kwamen van Volkswagen AG.
De verkoopaanduiding was eerst alleen Auto Union "Audi" omdat het aanvankelijk het enige voertuig van het nieuwe merk was. Audi was tijdens de wereldwijde economische crisis opgegaan in de Auto Union maar de naam was na de Tweede Wereldoorlog niet meer gebruikt. De naam Audi werd met dit model nieuw leven ingeblazen en het merk DKW verdween in 1966 van de automarkt met het einde van de F102-productie. De DKW F102 was de laatste in West-Duitsland gebouwde auto met een tweetaktmotor.
De F103 was een doorontwikkeling van de DKW F102. Omdat de viercilinder viertaktmotor van de Audi langer was dan de DKW-driecilinder, werd de voorkant van de Audi met 100 mm verlengd en werd de radiator schuin naast de motor gemonteerd aan de linkerkant. In plaats van de ronde koplampen in de verchroomde grille van de F102, had de Audi rechthoekige koplampen in een iets bredere zwarte grille.
Het model werd later Audi 72 genoemd toen uitvoeringen met andere motoren werden toegevoegd en de paardenkracht deel ging uitmaken van de modelnaam. Bij de Audi 60 met 55 pk werd wat naar boven afgerond. De Audi 75 verving eind 1968 zowel de "Audi" als de Audi 80.

### Carrosserie en uitrusting
Alle modellen werden aangeboden als sedan met twee of vier deuren. Met uitzondering van het Super 90-model was de F103 vanaf het voorjaar van 1966 ook verkrijgbaar als driedeurs stationwagen. Net als de combimodellen van Volkswagen werd deze Variant genoemd.
De achterzijde van de sedan kwam aanvankelijk bijna overeen met die van de F102 maar had achterlichten die in het achterspatbord doorliepen. De Audi (72) en de Audi 60 werden aangeboden in zowel eenvoudige als hoogwaardige L-uitrusting. Het topmodel Audi Super 90 verschilde uiterlijk van de andere modellen, onder andere door standaard chromen sierlijsten op de wielkasten.
De vierversnellingsbak had een stuurversnelling. Vanaf 1969 kon de vloerschakeling tegen een meerprijs worden besteld. Een automatische transmissie werd niet aangeboden.

### Modelvarianten
- Audi (72): september 1965-december 1968, Variant: mei 1966-augustus 1966
- Audi 60 en Audi 60 Variant: februari 1968-juli 1972
- Audi 75 en Audi 75 Variant: december 1968-juli 1972
- Audi 80 en Audi 80 Variant: september 1966-december 1968
- Audi Super 90: december 1966-augustus 1971, Variant: 1969-1971 (alleen export Verenigde Staten)

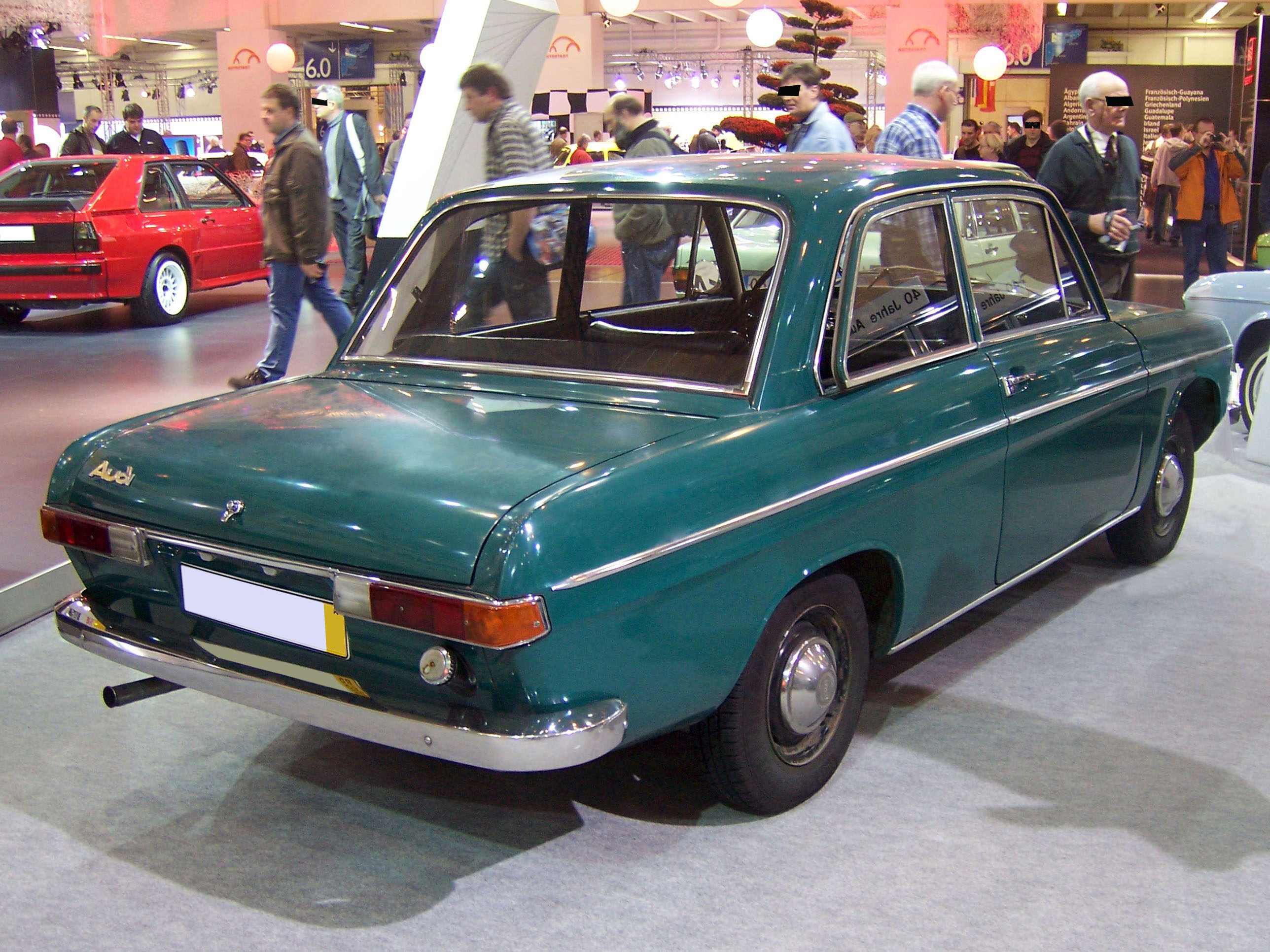
Audi (1965-1968)
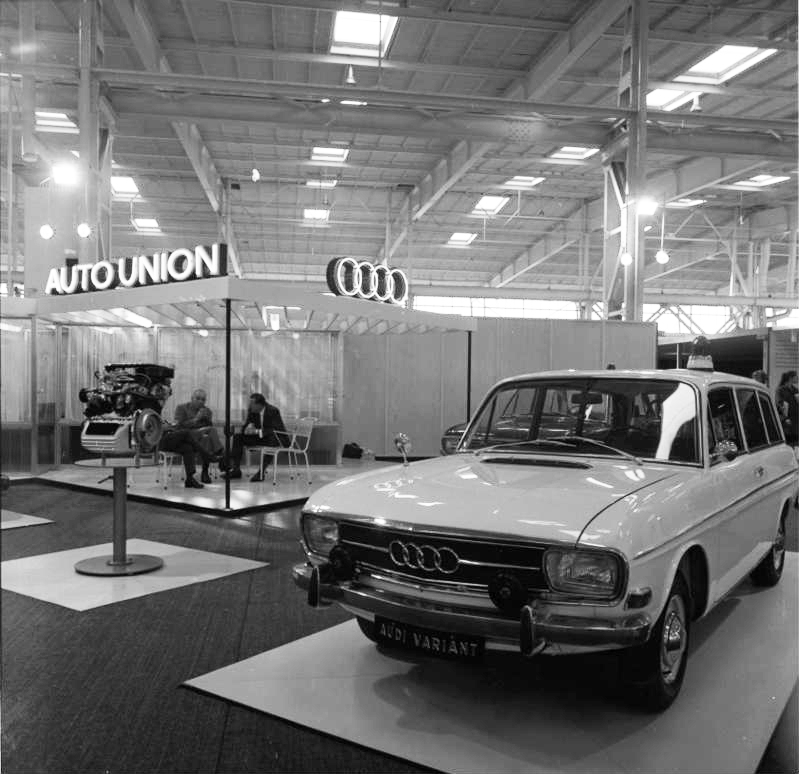
Audi Variant (1966)
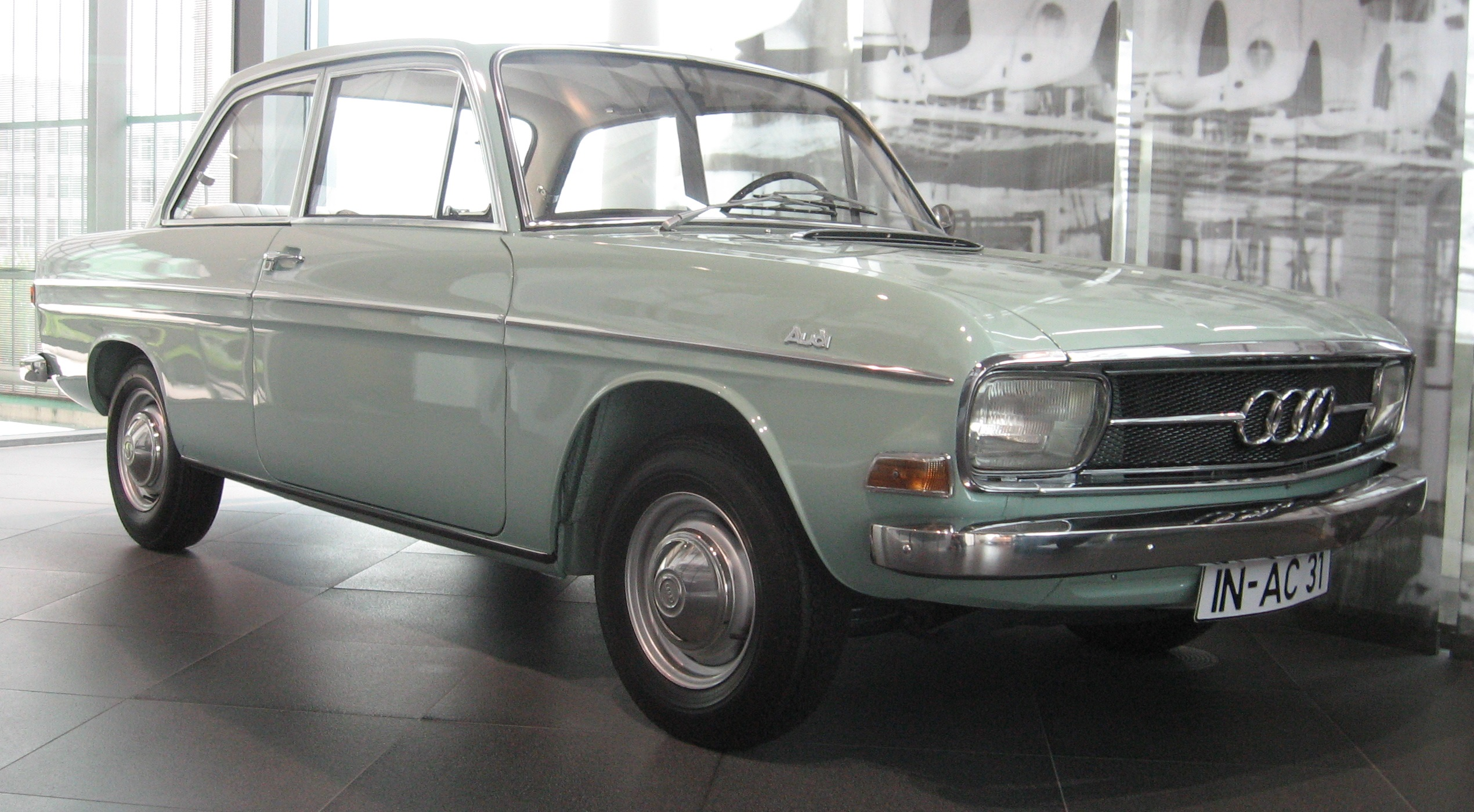
Audi 60 (1968-1969)
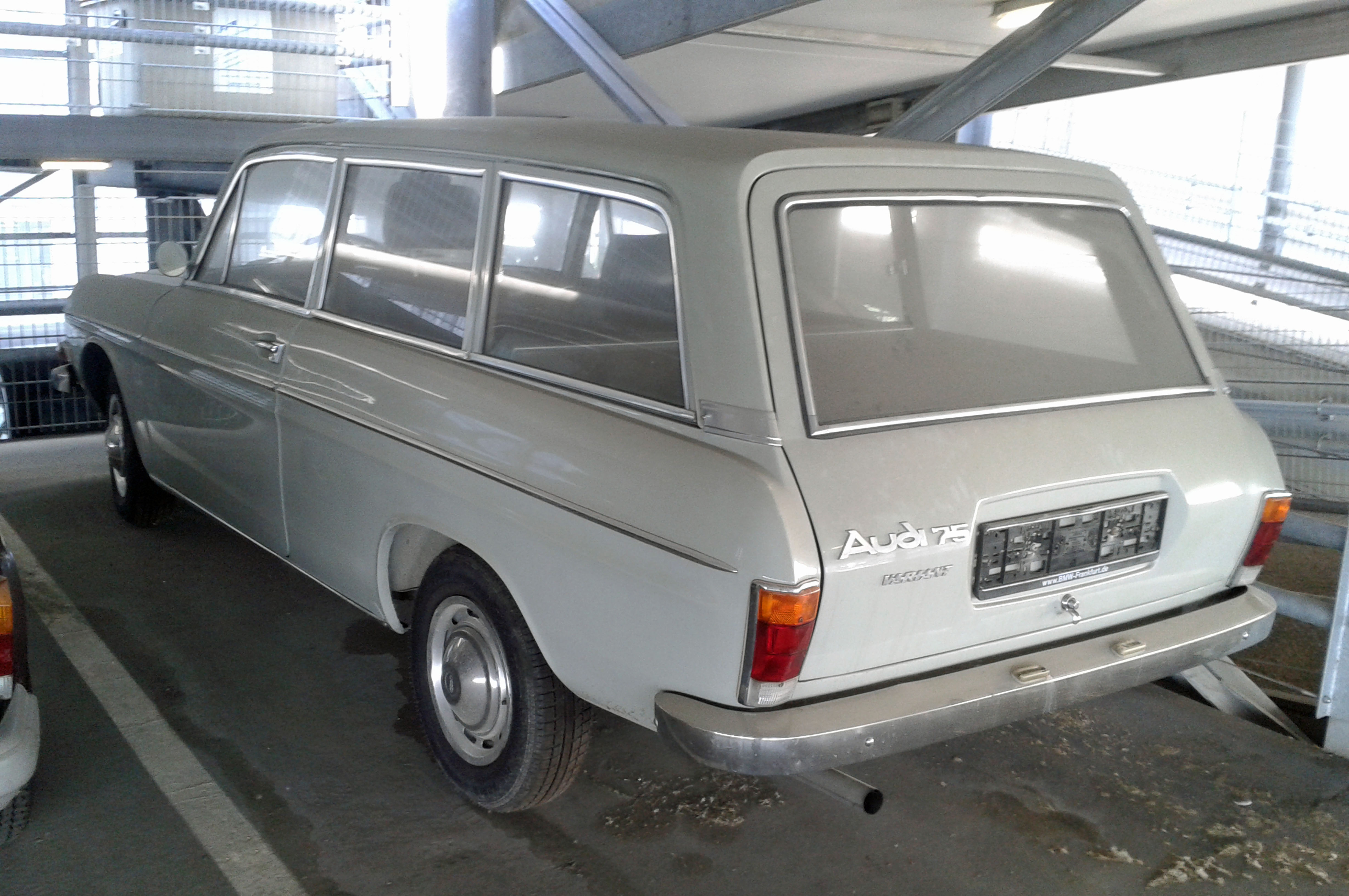
Audi 75 Variant (1968-1970)
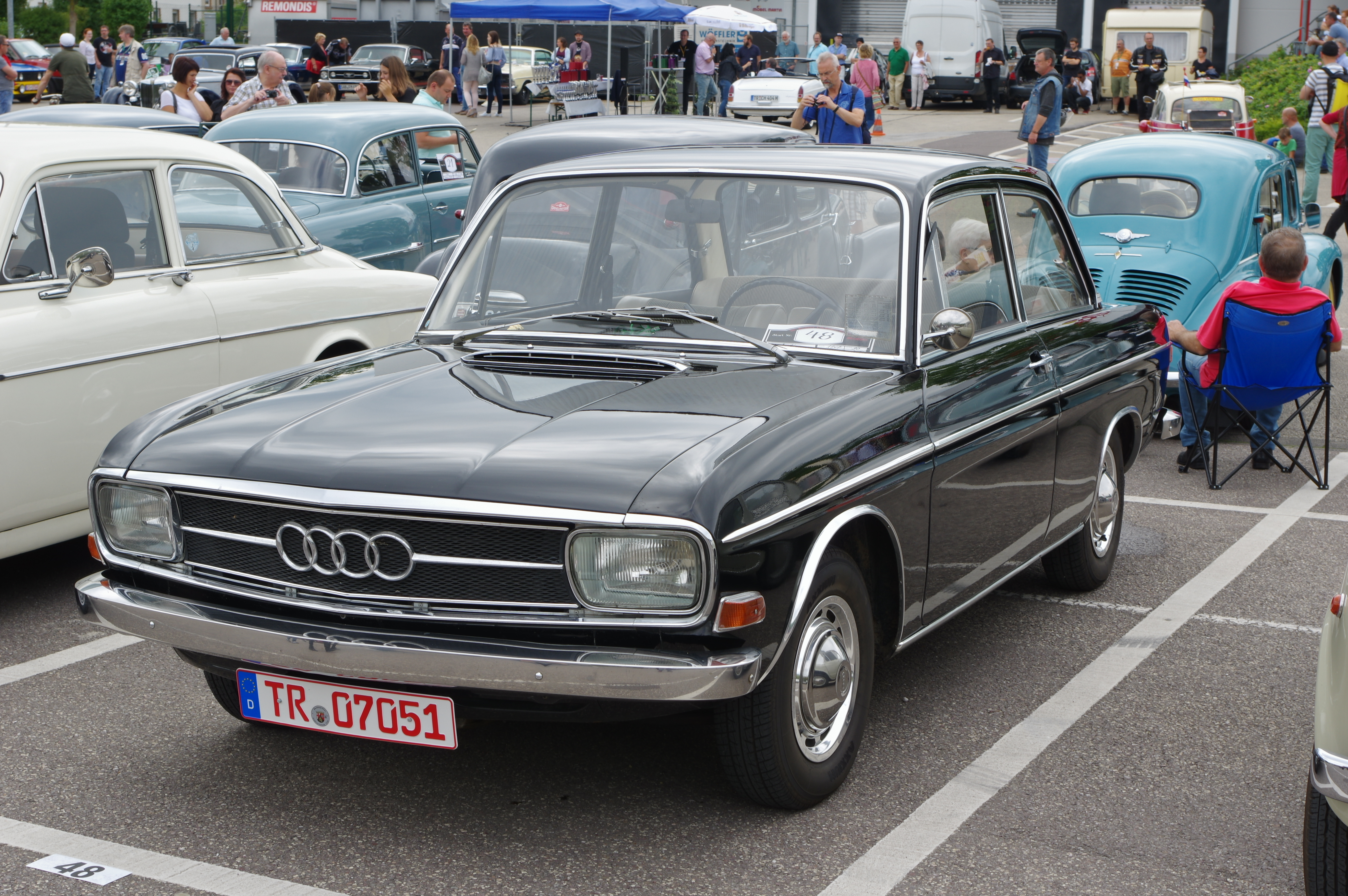
Audi Super 90 (1966-1969)
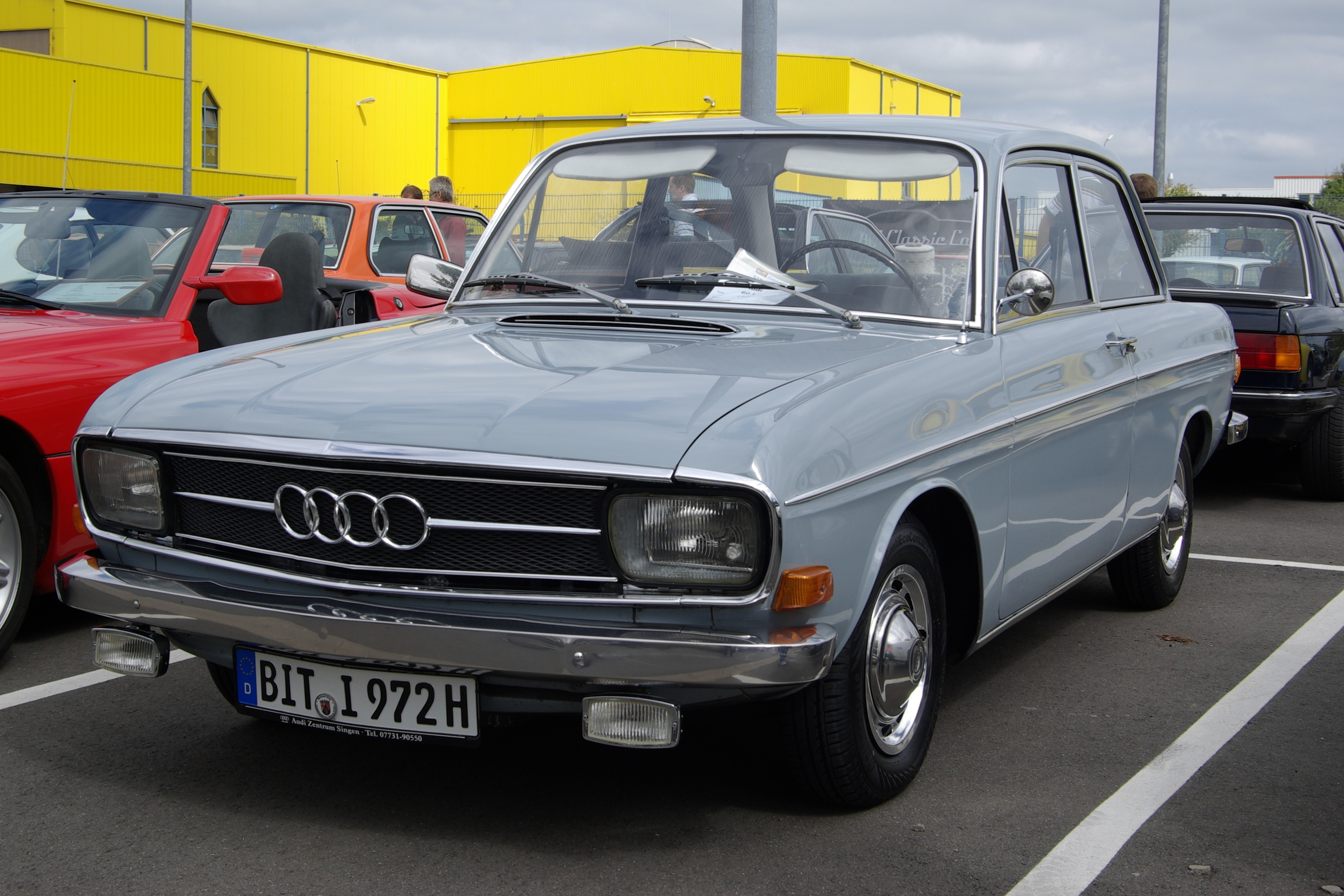
Audi 60 (1970-1972)
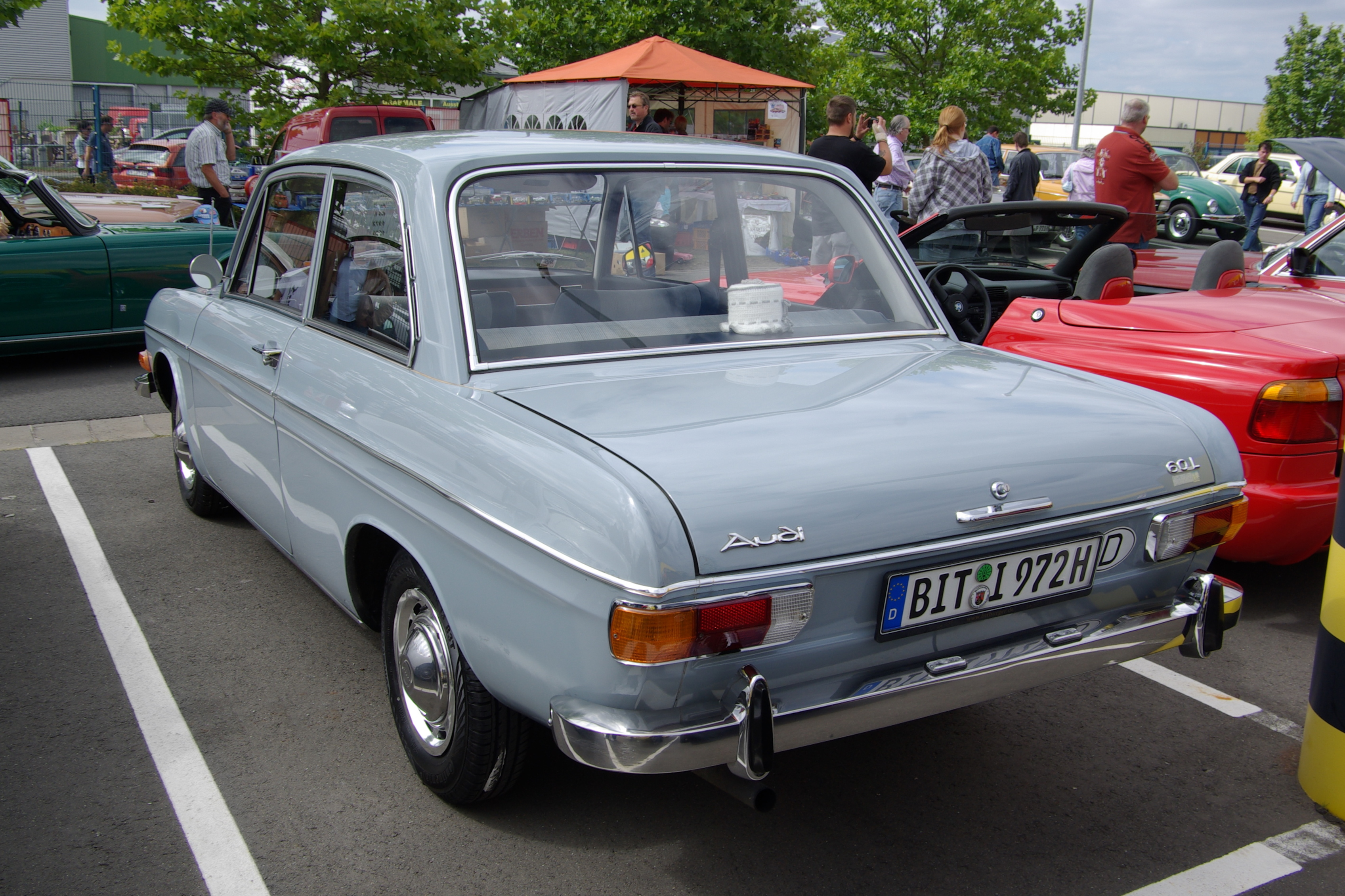
Audi 60 (1970-1972), achteraanzicht
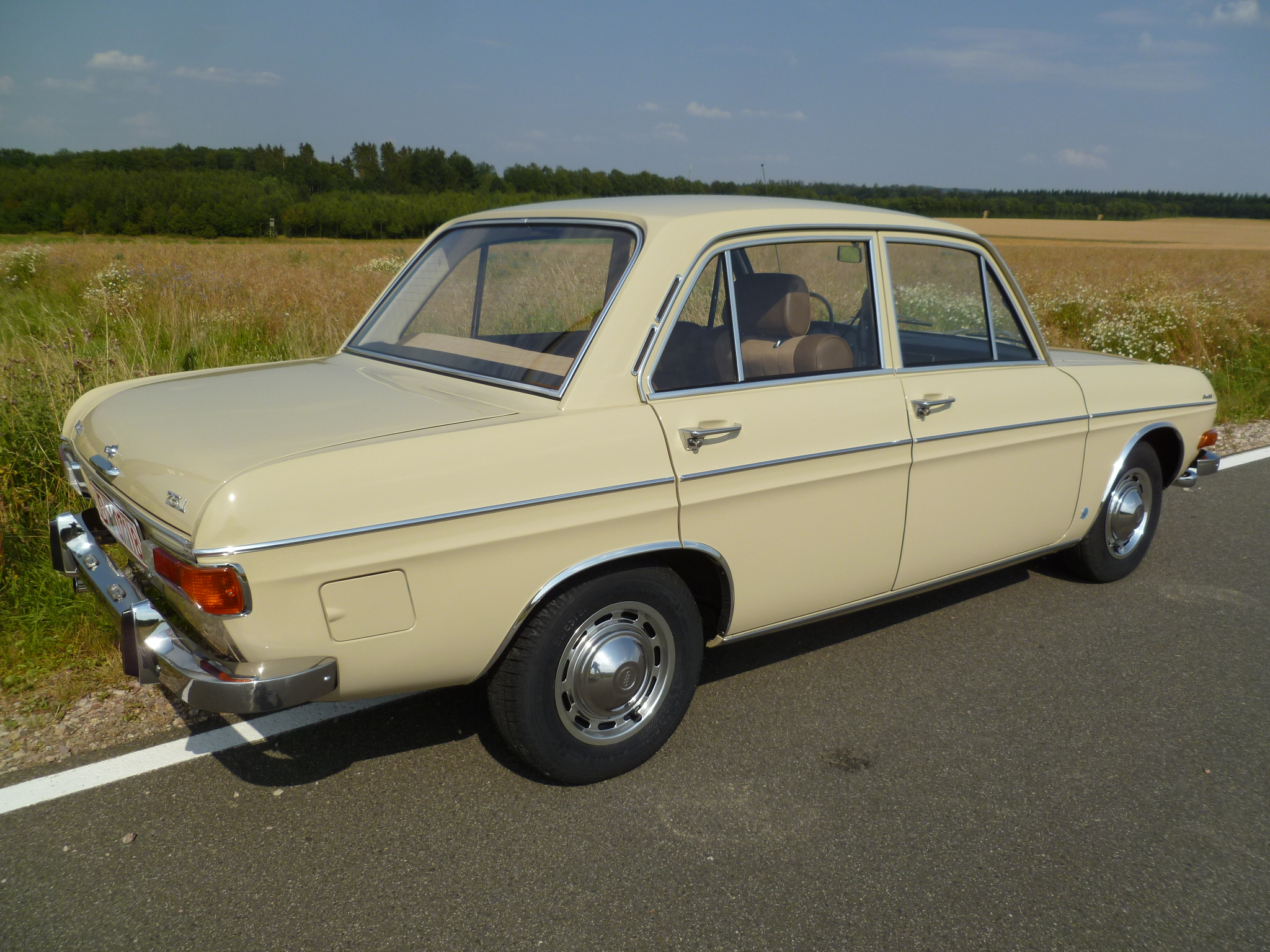
Audi 75L 1970–1972
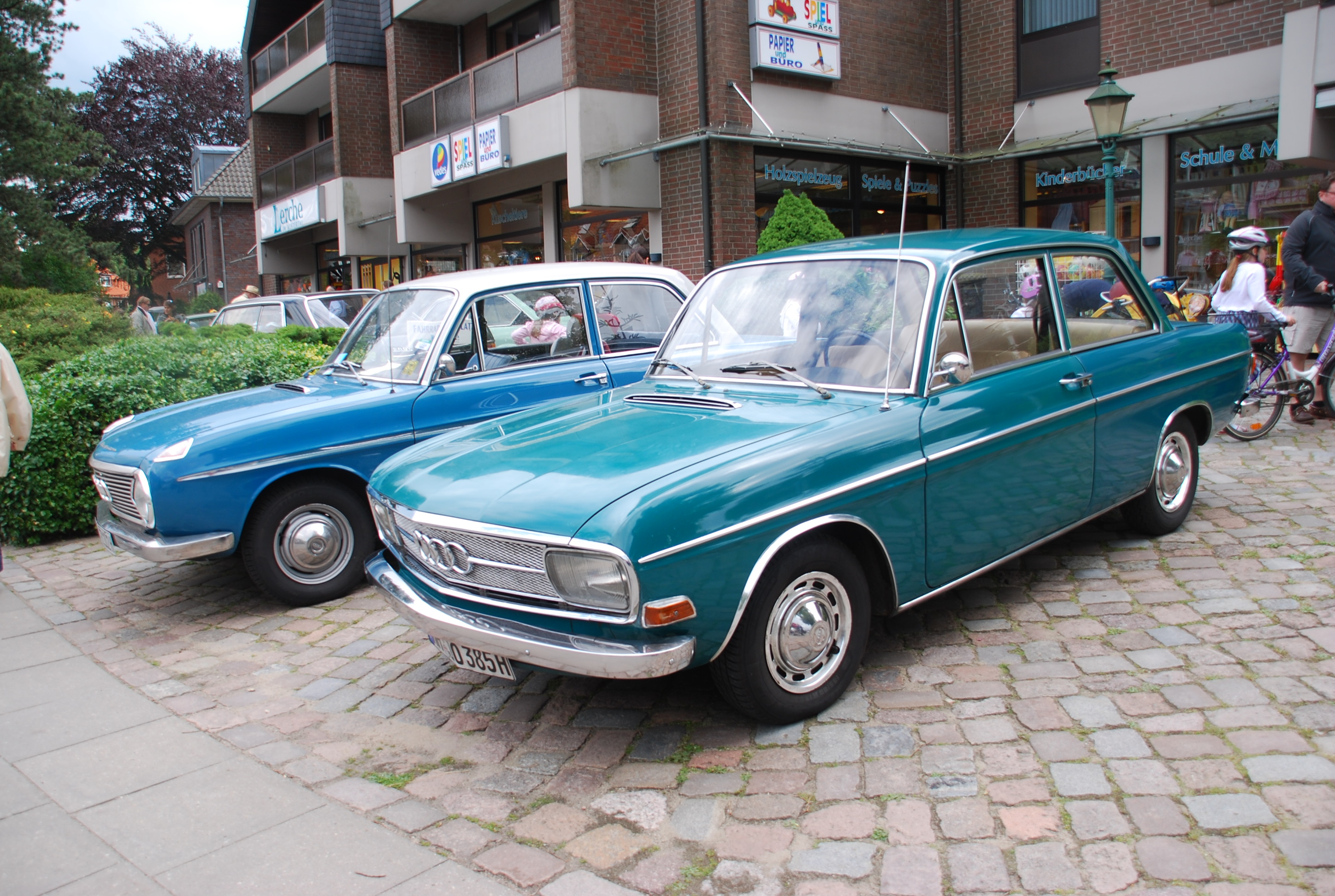
Audi 60 en zijn voorganger DKW F102 (links)
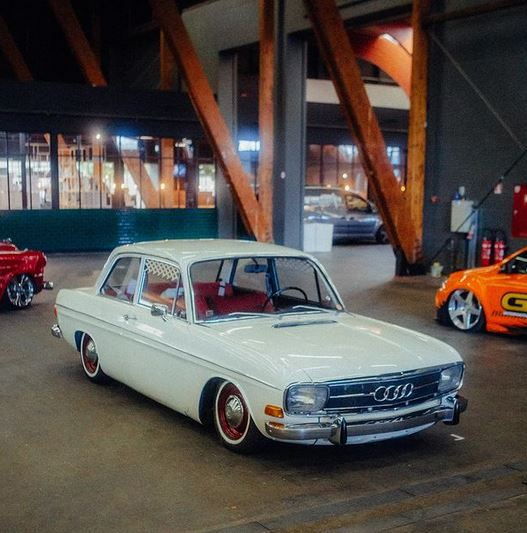
Audi 60L (1968)

In de zomer van 1972 stopte het bedrijf, dat sinds 1969 als Audi NSU Auto Union AG actief was, met de productie van de F103. De opvolger was de nieuw ontwikkelde Audi 80 (B1).